# De Grey River
Der De Grey River ist ein Fluss in der Region Pilbara im Nordwesten des australischen Bundesstaates Western Australia.

## Geografie
Der Fluss entsteht südlich der Siedlung Callawa am Südrand der Großen Sandwüste aus dem Zusammenfluss von Nullagine River und Oakover River. Von dort fließt er nach Westnordwest, wo er rund 70 Kilometer nordöstlich von Port Hedland in den Indischen Ozean mündet. Sein Flussbett ist im Unterlauf 100 bis 130 Meter breit und den größten Teil des Jahres über ausgetrocknet. Das Land an seinen fruchtbaren Ufern ist gras- und baumreich.

### Nebenflüsse mit Mündungshöhen
- Oakover River – 129 m
- Nullagine River – 129 m
- Miningarra Creek – 108 m
- Eel Creek – 99 m
- Kookenyia Creek – 88 m
- Coonieena Creek – 88 m
- Egg Creek – 73 m
- Coongan River – 46 m
- Pear Creek – 36 m
- Shaw River – 24 m
- East Strelley River – 16 m[1]

### Durchflossene Seen
Auf seinem Weg zur Küste durchfließt der De Grey River etliche Pools, die den größten Teil des Jahres mit Wasser gefüllt sind:
- Wongawobbin Pool – 122 m
- Yukerakine Pool – 121 m
- Coolcoolinnarriner Pool – 90 m
- Muccanoo Pool – 87 m
- Mooragoordina Pool – 76 m
- Madabarina Pool – 70 m
- Pirinooning Pool – 61 m
- Mingdie Pool – 54 m
- Talyirina Pool – 50 m
- Mulyie Pool – 48 m
- Coogeenariner Pool – 43 m
- Carleecarleethong Pool – 43 m
- Woorabardaree Pool – 37 m
- Wardoomoondener Pool – 35 m
- Nardeegeecarbilin Pool – 22 m
- Triangle Pool – 20 m
- Coolenar Pool – 17 m
- Tintawarmnyah Pool – 17 m
- Ginderwoorener Pool – 16 m
- Marloo Pool – 15 m
- Salt Pool – 8 m[1]

## Geschichte
Der Fluss wurde 1861 von Francis Gregory entdeckt und nach Earl de Grey, damals Präsident der Royal Geographical Society, benannt. Cowle überschritt ihn 1866 an seinem Unterlauf, Peter Egerton Warburton 1873 an seinem Oberlauf.